# Arthur Holitscher

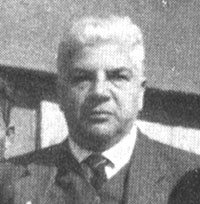
Arthur Holitscher

Arthur Holitscher (* 22. August 1869 in Pest, Österreich-Ungarn; † 14. Oktober 1941 in Genf) war ein ungarischer Reiseschriftsteller, Essayist, Romancier und Dramatiker.

## Leben
Holitscher stammte aus einer großbürgerlichen, jüdischen Kaufmannsfamilie und erhielt bei einem Hauslehrer Unterricht in Deutsch sowie Religionsunterricht bei einem Rabbiner. Seine Eltern waren der Budapester Großkaufmann Eduard Holitscher (ca. 1839–1899) und dessen Nichte (Tochter seiner Schwester) Hermine Altstädter (1849–1912). Durch seine Mutter, die ihn für einen „Nichtsnutz“ hielt, erfuhr er von Beginn an Ablehnung. Er selbst sah sich immer als Österreicher oder Deutschen, aber nicht als ungarischen Juden. Nach seiner Reifeprüfung wurde er auf Wunsch seiner Eltern in Budapest, Fiume und Wien Bankangestellter. Diesen Beruf gab er nach sechs Jahren wieder auf.
Ab 1890 begann er kleine Erzählungen, Novelletten im Stile der deutschen Naturalisten zu schreiben. Sein Interesse galt Gerhart Hauptmann, Arno Holz und Johannes Schlaf.

### Paris und München
Beeinflusst durch seine persönliche und literarische Bekanntschaft mit Pariser Anarchisten und seine Lektüre Knut Hamsuns wurde Holitscher ab 1895 freier Schriftsteller in Paris. Hier fühlte er sich sehr einsam. Im Herbst 1895 übernahm der Münchner Verleger Albert Langen seinen ersten Roman Weiße Liebe. 1896 zog Holitscher deshalb nach München und wurde Redakteur für Langens Zeitschrift Simplicissimus. Thomas Mann soll Holitscher observiert haben, um ihn dann zur Vorlage seiner erbarmungslos gezeichneten Figur Detlev Spinell in der Novelle Tristan (1902) zu machen. 1907 übersiedelte Holitscher nach Berlin und wurde Lektor bei Cassirer.

### Reisen und Exil
Als Reiseschriftsteller ging er zuerst 1911 in die USA und nach Kanada, im Auftrag Samuel Fischers (mit Fischer hatte er seit 1907 einen Dauerkontrakt, den dieser nach der Bücherverbrennung kündigte). Aus dieser Reise entstand sein berühmtestes Werk Amerika Heute und Morgen. Mit diesem Buch gelang ihm 1912 der schriftstellerische Durchbruch. Franz Kafka soll daraus manche Einzelheiten für seinen Roman Amerika entlehnt haben.
Als der Erste Weltkrieg ausbrach, war Holitscher gerade in London und wurde nach Berlin abgeschoben. Er war während des Krieges Mitarbeiter der Zeitschrift Die Aktion sowie des Berliner Tageblattes und war im pazifistischen Bund Neues Vaterland aktiv. Während der 1920er Jahre unternahm er viele Reisen, etwa nach Sowjetrussland, Palästina, Paris, London, Indien, China und Japan, 1927 durch Südwesteuropa und 1929 erneut in die USA.
1933 kamen Holitschers Bücher, darunter auch sein Bericht „Drei Monate in Sowjet-Russland“ (1921), auf die Liste der „auszumerzenden Literatur“ und wurden verbrannt. Er floh nach Paris und später nach Genf. Ab 1939 lebte er verarmt und verlassen in einem Quartier der Heilsarmee in Genf, wo er am 14. Oktober 1941 im Alter von 72 Jahren starb. Die Grabrede auf ihn hielt Robert Musil.

## Werke
- Leidende Menschen, Novelle, 1893

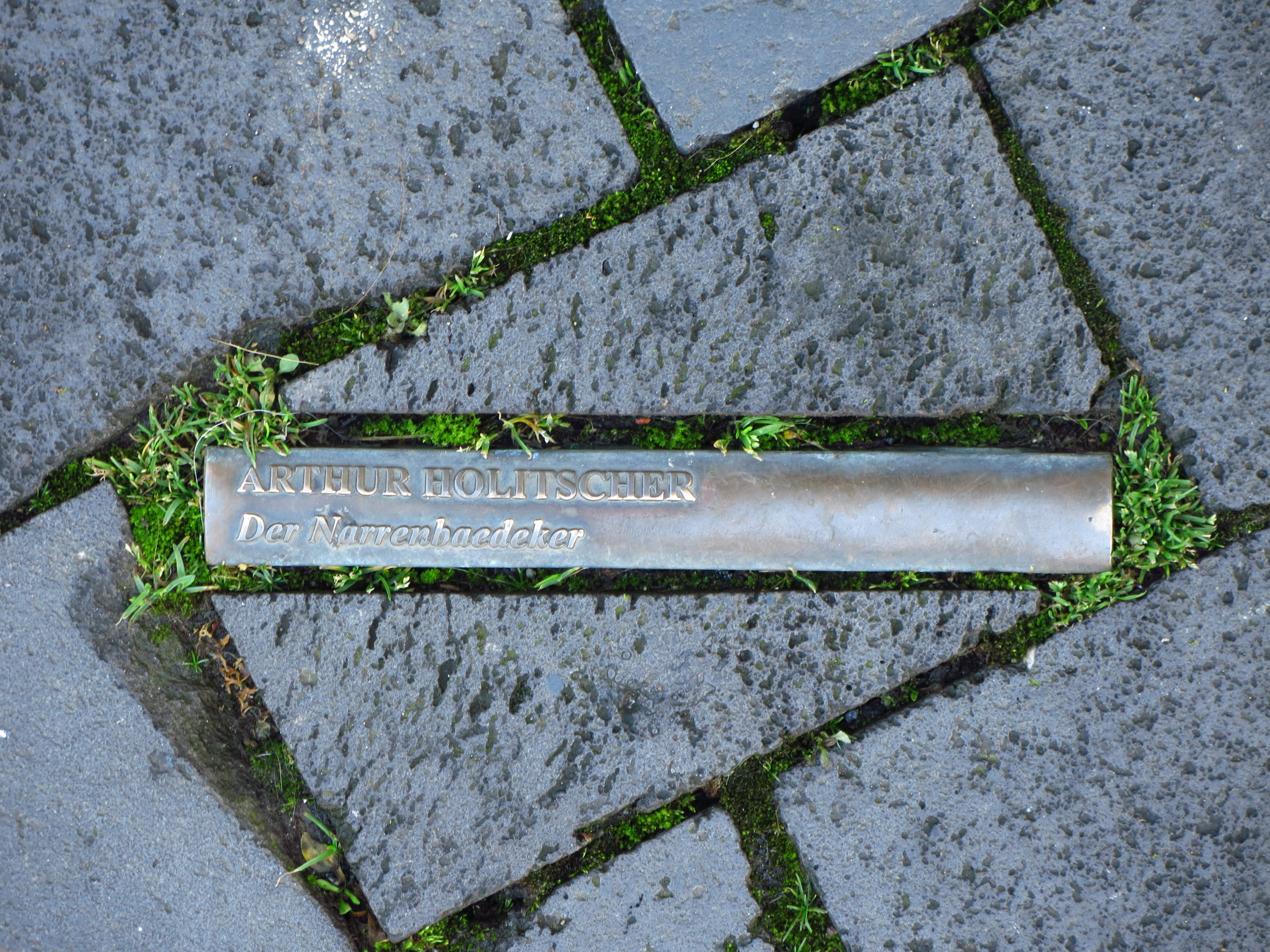
Der Narrenbaedeker, Mahnmal zur Bücherverbrennung auf dem Bonner Marktplatz

- Weiße Liebe, Roman, Albert Langen, München 1896
- An die Schönheit. Ein Trauerspiel, Albert Langen, München 1897
- Der vergiftete Brunnen, Roman in 3 Büchern, Albert Langen, München 1900
- Das andere Ufer, Drama, 1901
- Von der Wollust und dem Tode, Albert Langen, München 1902
- Charles Baudelaire, Bard & Marquardt, Berlin 1904
- Das sentimentale Abenteuer, S. Fischer, Berlin 1905
- Der Golem. Ghettolegende in drei Aufzügen, 1908
- Leben mit Menschen, Bard & Marquardt, Berlin 1910
- Worauf wartest du?, Roman, S. Fischer, Berlin 1910
- Amerika heute und morgen, Reiseerlebnisse, S. Fischer, Berlin 1912
- Geschichten aus zwei Welten, S. Fischer, Berlin 1914
- In England – Ostpreußen – Südösterreich. Gesehenes und Gehörtes, S. Fischer, Berlin 1915
- Das amerikanische Gesicht, S. Fischer, Berlin 1916
- Bruder Wurm („Dichtungen und Bekenntnisse aus unserer Zeit“), S. Fischer, Berlin 1918
- O. Wilde: Ballade des Zuchthauses zu Reading, Übersetzung, Axel Juncker, Berlin 1918
- Schlafwandler, Erzählung, S. Fischer, Berlin 1919
- Adela Bourkes Begegnung, Roman, S. Fischer, Berlin 1920
- Ideale an Wochentagen, Erich Reiß, Berlin 1920
- Drei Monate in Sowjet-Russland, S. Fischer, Berlin 1921
- Gesang an Palästina, Hans Heinrich Tillgner, Berlin 1922
- Stromab die Hungerwolga, 1922
- Reise durch das jüdische Palästina, S. Fischer 1922
- Ekstatische Geschichten, („Das Prisma“, Band 11), Hans Heinrich Tillgner, Berlin 1923
- Frans Masereel („Graphiker unserer Zeit“, Band 1), mit Stefan Zweig, Axel Juncker, Berlin 1923
- Amerika. Leben, Arbeit und Dichtung, Verlag der Neuen Gesellschaft, Berlin 1923
- Lebensgeschichte eines Rebellen. Meine Erinnerungen (Autobiographie, erster Band), S. Fischer, Berlin 1924
- Das Theater im revolutionären Russland, Volksbühnen-Verlag, Berlin 1924
- Der Narrenbaedeker. Aufzeichnungen aus Paris und London, S. Fischer, Berlin 1925
- Ravachol und die Pariser Anarchisten („Außenseiter der Gesellschaft“, Band 8), Verlag Die Schmiede, Berlin 1925
- Das unruhige Asien. Reise durch Indien – China – Japan, S. Fischer, Berlin 1926
- Mein Leben in dieser Zeit (1907–1925) (Autobiographie, zweiter Band), Gustav Kiepenheuer, Potsdam 1928
- Reisen, Gustav Kiepenheuer, Potsdam 1928
- Es geschah in Moskau, Roman, S. Fischer, Berlin 1929
- Wiedersehn mit Amerika, S. Fischer, Berlin 1930
- Es geschieht in Berlin, Roman, S. Fischer, Berlin 1931
- Ein Mensch ganz frei, Roman, S. Fischer, Berlin 1931